# Candamo
Candamo är en kommun i Spanien. Den ligger i den autonoma regionen Asturien i nordvästra delen av landet, 400 km nordväst om huvudstaden Madrid. Antalet invånare är 1 899 (2024). Arean är 71,97 kvadratkilometer. Candamo gränsar till Regueras, Illas, Castrillón, Soto del Barco, Salas, Pravia och Grado. 